# Gianni Guigou
Gianni Bismarck Guigou Martínez (Nueva Palmira, 22 de Fevereiro de 1975) é um ex-futebolista uruguaio, que atuava como meia.

## Carreira
Guigou integrou a Seleção Uruguaia de Futebol na Copa América de 1999.

## Títulos
Uruguai
- Copa América de 1999: 2º Lugar